# 欣旺达
欣旺达电子股份有限公司（深交所：300207）是中華人民共和國一家鋰電池公司，業務涵蓋數碼3C以及電動汽車鋰電池。公司成立于1997年12月9日，总部位于廣東深圳，2011年4月在深圳證券交易所创业板上市。 2014年8月，英威騰與欣旺達聯合開發新型電動車。

## 外部連結
- 官方网站